# El Pedroso de la Armuña
El Pedroso de la Armuña là một đô thị ở tỉnh Salamanca, phía tây Tây Ban Nha, cộng đồng tự trị Castile-Leon. Đô thị này có cự ly 25 kilômét so với thành phố tỉnh lỵ Salamanca và có dân số 290 người.
Đô thị này có diện tích 20,26 km².
Đô thị này nằm ở khu vực có độ cao 823 mét trên mực nước biển.
Mã số bưu chính là 37410.